# St. Hedwig (Texas)
St. Hedwig es un pueblo ubicado en el condado de Béxar en el estado estadounidense de Texas. En el Censo de 2010 tenía una población de 2094 habitantes y una densidad poblacional de 27,04 personas por km².

## Geografía
St. Hedwig se encuentra ubicado en las coordenadas 29°25′13″N 98°12′25″O / 29.42028, -98.20694. Según la Oficina del Censo de los Estados Unidos, St. Hedwig tiene una superficie total de 77.45 km², de la cual 76.76 km² corresponden a tierra firme y (0.89%) 0.69 km² es agua.

## Demografía
Según el censo de 2010, había 2094 personas residiendo en St. Hedwig. La densidad de población era de 27,04 hab./km². De los 2094 habitantes, St. Hedwig estaba compuesto por el 91.88% blancos, el 2.67% eran afroamericanos, el 0.24% eran amerindios, el 0.14% eran asiáticos, el 0.1% eran isleños del Pacífico, el 2.82% eran de otras razas y el 2.15% pertenecían a dos o más razas. Del total de la población el 14.95% eran hispanos o latinos de cualquier raza.